# Carles Llorens i Mestre
Carles Llorens i Mestre (Alacant, 1 de setembre de 1969) és un exfutbolista valencià que ocupava la posició de defensa.

## Trajectòria
Format al planter del València CF, primer militaria a equips de Segona B i Tercera, com el Tomelloso, el Cartagena, l'Elx CF i el Llevant UE. L'estiu de 1995 fitxa amb la UE Lleida, que suposa el seu debut a la Segona Divisió.
Seria titular durant dues temporades a l'equip català, condició que mantindria la temporada 97/98 al CD Leganés, on marca deu gols. Per a l'any següent s'incorpora al Rayo Vallecano, amb qui aconsegueix l'ascens a primera divisió.
Debuta a la màxima categoria a la campanya 99/00, tot jugant 35 partits i marcant 4 gols. A la temporada següent marxa al CA Osasuna, on no té tanta participació, i a la posterior milita a l'Atlètic de Madrid. El conjunt matalasser acabava de baixar a la categoria d'argent i va conformar un planter destinat a recuperar la primera divisió, però l'objectiu no es va complir i l'alacantí tan sols jugà 12 partits.
No continua a l'Atlético i la temporada 01/02 retorna a jugar a primera divisió, ara amb el Deportivo Alavés. Seria una peça clau dels bascos durant dues temporades. Entre 2003 i 2006 juga amb el Polideportivo Ejido a Segona. Deixa l'equip andalús per retornar al Rayo Vallecano, que per eixe temps jugava a la Segona B. El 2008 aconsegueix retornar a la categoria d'argent, tot jugant 24 partits i marcant un gol la temporada 08/09, amb els vallecans.
En total, ha sumat 125 partits i 11 gols a primera divisió, i 270 partits i 16 gols a la Segona Divisió.